# Fronteira El Salvador–Honduras
A fronteira entre El Salvador e Honduras é uma linha contínua de 256 km de extensão, que separa o leste e o norte de El Salvador do território de Honduras. São dois trechos:
- direção sul-norte, vindo do litoral do Oceano Pacífico, Golfo de Fonseca, indo até início do trecho leste-oeste.
- direção leste-oeste, saindo do trecho sul-norte, indo até à tríplice fronteira El Salvador-Honduras-Guatemala.

A fronteira está situada junto aos departamentos salvadorenhos de Chalatenango, Cabañas, San Miguel, Morazán, La Unión e dos departamentos hondurenhos de Valle, La Paz, Intibucá, Lempira e Ocotepeque. Passa no ponto mais alto do território de El Salvador, o Cerro El Pital, e é delimitada pelo Rio Goascorán.
O limite foi definido inicialmente em 1841 quando os dois países faziam parte da Federação Centro-Americana se separam dessa federação para, junto com a Nicarágua, formar uma confederação. Em 1856, os 3 países se separaram, definindo as atuais fronteiras internacionais.